# Nancy Nõmmeots
Nancy Nõmmeots, född 7 november 1933 i Kärdla i Estland, död 16 februari 2012 i Östertälje församling, var en estnisk-svensk målare.
Hon var dotter till Lembit Nõmmeots och Magda Felice Tõkke och var mellan 1958 och 1962 gift med Rolf Pedersen. Nõmmeots studerade som specialelev till Nils Wedel vid Slöjdföreningens skola i Göteborg 1953–1954. Tillsammans med sin far ställde hon ut i Gällivare 1958 och hon har medverkat i samlingsutställningar på Borås konsthall samt med gruppen Föreningen nya konstnärsgruppen i Borås. Som illustratör medverkade hon i den estniska litteratur- och kulturtidskriften Tulimuld. 